# 陈鏸勋
陳鏸勋（？—1906年），又名陈晓云，清朝人，又是香港商人。祖籍广东南海，做过濟安洋酒保險有限公司司理人，又是萬益置業公司、廣運輪船公司、咸北輪船公司司理人。1904年，担任東華醫院總理，于1906年初病死。他和輔仁文社关系密切。

## 著作
曾写过几本书，最有名的是《香港杂记》。另著有《富国自强》，1895年和譚子剛共著过《保险须知》一书。